# Чернівецька агломерація
Чернівецька агломерація — моноцентрична агломерація з центром у місті Чернівці. Друга за величиною в Західній Україні. Розташована між річками Дністер (у середній течії), Прутом та Серетом. Головні чинники створення і існування агломерації: історичний центр Буковини, одне з найбільших міст та головних центрів західної України, перетин важливих транспортних шляхів. Чернівецький міжнародний аеропорт
Складається з:
- місто Чернівці
- райони: Чернівецький, Дністровський (Клішковецька, Мамалигівська, Недобоївська, Рукшинська сільські та Хотинська міська громади)

Приблизна статистика:
- Чисельність населення — 723,1 тис. осіб.

Площа — 4 971 км².
Густота населення — 145,5 осіб/км².